# Marijn Schrijver
 (avril 2020).
Si vous disposez d'ouvrages ou d'articles de référence ou si vous connaissez des sites web de qualité traitant du thème abordé ici, merci de compléter l'article en donnant les références utiles à sa vérifiabilité et en les liant à la section « Notes et références ».
Œuvres principales
- Mocro Maffia
- Wraak

Marijn Schrijver, né en 1986 à Leeuwarden (Pays-Bas), est un écrivain, criminologiste et journaliste néerlandais actif sur Nieuwe Revu.

## Œuvres
- 2014 : De Lustfabriek: 50 Jaar Nederlandse Porno-Industrie
- 2014 : Mocro Maffia en collaboration avec Wouter Laumans
- 2019 : Wraak en collaboration avec Wouter Laumans

## Réalisateur et scénariste
- 2018 : Mocro Maffia

## Télévision
- 2014 : Wouter Laumans et Marijn Schrijver avec 'Mocro Maffia' sur NPO 1[6]
- 2016 : Schokkende ontdekking: de onthoofding, présent lors de l'émission RTL LATE NIGHT sur RTL Nederland
- 2019 : 'Na het succesvolle Mocro Maffia is er nu het vervolg genaamd Wraak' sur RTL Boulevard[7]
- 2019 : " 'Wraak' onthult beangstigende onderwereldberichten" sur AT5[8]
- 2019 : Opvolger Mocro Maffia: jongens worden huurmoordenaars sur De Telegraaf[9]
- 2020 : "Wie is Omar L.?" sur Omroep Gelderland[10]

## Radio
- 2019 : Canadese server geeft antwoorden voor moorden Mocromaffia sur NPO 1

## Distinctions
- 2015 : Nommé pour le prix Brusseprijs du meilleur livre au monde[11]